# PZL.45 Sokół
PZL.45 Sokół – projekt polskiego samolotu myśliwskiego opracowany w Państwowych Zakładach Lotniczych w latach 1936 – 1939.

## Historia
Prace nad nowym samolotem myśliwskim dla lotnictwa polskiego rozpoczęły się pod koniec lat 30. XX wieku. Jako podstawowy model wybrano PZL.50 Jastrząb, projektowany od 1936 roku. Oprócz tego, prowadzono także prace nad koncepcją lekkiego myśliwca o małej masie własnej, wyposażonego w słabszy silnik, wolniejszego i o niższym pułapie działania, lecz o dużej zwrotności i prędkości wznoszenia. Dzięki małej masie miał on operować z lotnisk polowych.
Jednym z projektów był przedstawiony w 1936 roku PZL.45 Sokół, konstrukcji inżyniera Kazimierza Korsaka, oparty na wcześniejszych studiach nad lekkim myśliwcem. Był on zaprojektowany w dominującym wówczas na świecie nowoczesnym układzie dolnopłata, lecz ze stałym podwoziem. Projektowano zastosowanie różnych silników, w tym rzędowych, lecz ostatecznie dla prototypu przewidziano francuski silnik gwiazdowy Gnome-Rhone 14M05 o mocy 600-730 KM i małym polu przekroju zewnętrznego (0,96m), z serii zakupionej dla samolotów LWS-3 Mewa. Na początku 1938 prace nad samolotem zostały przerwane, wkrótce jednak podjęto je z częściowo nowym zespołem, nadal pod kierunkiem Kazimierza Korsaka.
W końcu 1938 projekt został ukończony i zlecono PZL budowę prototypu PZL-45/I. Makieta samolotu została wykonana w lutym 1939. Dokumentację techniczną ukończono w czerwcu 1939. Oblot przewidywany był na początek 1940 roku, lecz na skutek wybuchu II wojny światowej do niego nie doszło, a nieukończony prototyp bez silnika został zniszczony w wytwórni PZL WP-1 na Okęciu w pierwszym tygodniu wojny. Projektowany drugi prototyp miał otrzymać chowane podwozie.
Ewentualna produkcja PZL.45 dla polskiego lotnictwa nie została przed wybuchem wojny zdecydowana, chociaż przewidywano, że produkcję licencyjną mogą podjąć zakłady Avia w Warszawie. W 1939 na zlecenie Dowództwa Lotnictwa powstały również projekty innych konkurencyjnych samolotów tej klasy: PWS-42 i RWD-25, które miały przejść próby porównawcze z PZL.45 w 1940 roku. Lekkie myśliwce były jednak "błędną ścieżką" w rozwoju samolotów myśliwskich i żaden z polskich samolotów tej klasy nie był konstrukcją perspektywiczną, wobec słabszych osiągów od nowych konstrukcji zagranicznych.

## Opis techniczny
Jednomiejscowy jednosilnikowy całkowicie metalowy wolnonośny dolnopłat. Kadłub półskorupowy. Płat eliptyczny, trójdzielny. Usterzenie klasyczne. Podwozie samolotu klasyczne stałe jednogoleniowe, z kółkiem ogonowym. Kabina pilota zamknięta. Radiostacja pokładowa Walter "Irka".
Uzbrojenie miały stanowić 4 karabiny maszynowe PWU wz. 36 kaliber 7,92 mm: dwa w skrzydłach i dwa zsynchronizowane w kadłubie (pierwszy prototyp nie był uzbrojony).
Napęd: silnik gwiazdowy Gnome-Rhone Mars 14M05, w układzie podwójnej gwiazdy, 14 cylindrowy, o mocy maksymalnej 760 KM na wysokości 3500 m oraz mocy startowej 640 KM, ze sprężarką i reduktorem, w osłonie NACA. Śmigło dwułopatowe, drewniane. Zbiorniki paliwa o pojemności 350 l., elastyczne, samozasklepiające się, w środkowej części płata.

## Dane taktyczno-techniczne

### Ogólne charakterystyki
- Masa własna: 1500 kg
- Masa całkowita: 1950 kg
- Wymiary:
  - Rozpiętość: 12,14 m
  - Długość: 7,88 m
  - Wysokość: 2,55 m
  - Powierzchnia nośna – 14,3 m²
- Napęd: 1 × 730 KM
- Uzbrojenie:
  - 4 karabiny maszynowe 7,92 mm

### Osiągi (szacunkowe)
- Prędkość maksymalna: ok. 520 km/h
- Pułap: ok. 8000 m
- Wznoszenie: 10 m/s
- Zasięg: 450 km